# Sphenomorphus darlingtoni
Sphenomorphus darlingtoni är en ödleart som beskrevs av  Arthur Loveridge 1945. Sphenomorphus darlingtoni ingår i släktet Sphenomorphus och familjen skinkar.
Artens utbredningsområde är Papua Nya Guinea. Inga underarter finns listade i Catalogue of Life.